# Canosio
Canosio est une commune italienne de la province de Coni, dans la région Piémont.

## Histoire
Au XVIIe siècle, un miracle eucharistique se serait produit dans la commune et aurait stoppé les pluies.

## Administration
| Période                                  | Période | Identité | Étiquette | Qualité |
| ---------------------------------------- | ------- | -------- | --------- | ------- |
|                                          |         |          |           |         |
| Les données manquantes sont à compléter. |         |          |           |         |

### Communes limitrophes
Acceglio, Argentera, Marmora, Pietraporzio, Prazzo, Sambuco.